# Adony
Adony è una città dell'Ungheria di 3.831 abitanti (dati 2001). È situata nella contea di Fejér.

## Storia
Nei suoi pressi sono state trovate rovine di un forte delle truppe ausiliarie dell'esercito romano risalenti al I secolo. Il nome della località in latino era Vetus Salina, nella provincia della Pannonia inferiore.